# واركوه (تشيلو)
واركوه (بالفارسية: ورکوه) هي منطقة سكنية تقع في إيران في قسم تشيلو الريفي. يقدر عدد سكانها بـ 77 نسمة بحسب إحصاء 2016.